# Direcció general de Planificació i Gestió Educativa
La Direcció general de Planificació i Gestió Educativa és un òrgan de gestió del Ministeri d'Educació i Formació Professional amb dependència orgànica de la Secretaria d'Estat d'Educació i Formació Professional encarregada de la cooperació i relacions internacionals en matèria d'educació, de la formació professional i universitats, dels serveis i programes d'educació en l'exterior, de la gestió de les ajudes del Fons Social Europeu, del sistema estatal de beques i ajudes a l'estudi i altres ajudes, premis nacionals a l'estudi i programes específics.

## Funcions
Les competències d'aquesta direcció general es regula en l'article 7 del Reial decret 284/2017, de 24 de març, i li atorga les següents competències:
- La coordinació, impuls i seguiment de la cooperació internacional i de les relacions internacionals en matèria de educació, formació professional i universitats, especialment amb la Unió Europea i, en particular, l'assistència al Ministre en la preparació de les reunions del Consell de Ministres d'Educació de la Unió Europea, sense perjudici de les competències del Ministeri d'Afers Exteriors i de Cooperació.
- La planificació, direcció i gestió dels serveis d'educació en l'exterior enquadrats en les Conselleries, Agregaduries i Direccions de Programes existents en diferents països, de l'Administració educativa en l'exterior, i dels centres docents espanyols de titularitat estatal a l'estranger. L'elaboració del règim jurídic de l'acció educativa en l'exterior, sense perjudici de les competències del Ministeri d'Afers Exteriors i de Cooperació. L'autorització de la creació de centres docents privats a l'estranger.
- La planificació, direcció i gestió dels programes educatius amb l'exterior, sense perjudici de la coordinació amb les actuacions amb l'exterior que es realitzin en l'àmbit de la Secretaria General d'Universitats.
- La planificació, en col·laboració amb la Gerència d'Infraestructures i Equipaments d'Educació i Cultura, de les necessitats d'infraestructures i equipaments educatius en l'exterior.
- L'exercici de les competències del Departament respecte dels tractats internacionals, acords internacionals administratius i acords no normatius en les matèries d'educació, formació professional i universitats, així com l'assessorament sobre la participació espanyola en organismes internacionals.
- El desenvolupament i gestió de les funcions de la Secretaria d'Estat d'Educació i Formació Professional com a Autoritat Nacional del Programa Erasmus+ o altres programes educatius de la Comissió Europea.
- L'exercici de les funcions de programació, gestió i control com a Organisme Intermedi de les ajudes del Fons Social Europeu en el període de programació 2014-2020 i successius, sense perjudici de les operacions de tancament del període de programació 2007-2013 que corresponen a la Direcció general de Formació Professional.
- La gestió administrativa i economicofinancera del sistema estatal de beques i ajudes a l'estudi i altres ajudes específiques no sotmeses a aquest sistema, així com el seguiment, control i avaluació del compliment de les obligacions pels beneficiaris de beques i ajudes públiques.
- El disseny, planificació i direcció de la política de beques i ajudes a l'estudi dirigides a estudiants que cursin ensenyaments universitaris i ensenyaments regulats en la Llei Orgànica 2/2006, de 3 de maig, d'Educació, sense perjudici de les competències atribuïdes a la Secretaria General d'Universitats en els paràgrafs o) i q)de l'article 4.2.
- La coordinació dels programes de beques i ajudes a l'estudi promoguts per les diferents Administracions Públiques i per entitats i institucions privades.
- La programació i gestió d'actuacions per promoure l'excel·lència dels estudiants en transició a les etapes universitàries.
- La convocatòria, adjudicació i lliurament dels premis nacionals a l'estudi en els nivells d'educació superior i d'educació no universitària.
- La promoció de programes d'atenció especialitzada destinats als futurs estudiants, així com als titulats universitaris, amb la finalitat de facilitar processos de fidelització, la carrera professional i l'accés a la formació continuada.
- La gestió de la unitat tècnica i el secretariat permanent de l'Observatori Universitari de Beques, Ajudes a l'Estudi i Rendiment Acadèmic.

## Estructura
La Direcció general de Planificació i Gestió Educativa té sota la seva dependència els següents òrgans:
- Subdirecció General de Cooperació Internacional i Promoció Exterior Educativa.
- Subdirecció General de Beques, Ajudes a l'Estudi i Promoció Educativa.
- Subdirecció General de Programació, Gestió i Control del Fons Social Europeu en l'àmbit educatiu.

## Directors generals
- Diego Fernández Alberdi (2018-)[2]
- José María Fernández Lacasa (2016-2018)[3]